# Blåtårn (Köpenhamns slott)
För olika betydelser av "Blåtårn", se Blåtårn.

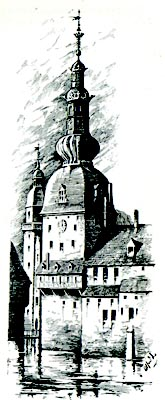
Blåtårn

Blåtårn (på svenska: "Blå tornet") var ett torn på Köpenhamns slott på Slotsholmen i Köpenhamn, som användes som fängelse. Slottet revs 1731–1732. Ett antal svenska kvinnor av frälse börd fördes under 1500-talet som fångar till Köpenhamn, där de levde i fängsligt förvar i Blåtårn.
Därefter var "Blåtårn" namnet på en arrestbyggnad vid närliggande Frederiksholms kanal, vilken revs 1848. 

## Kända fångar i Blåtårn i Köpenhamn
- Margareta Eriksdotter (Vasa) (syster till Gustav Vasa)
- Cecilia Månsdotter (Eka) (Margaretas mor, mor till Gustav Vasa, pestdöd under fångenskapen)
- Sigrid Eskilsdotter (Banér) (Margaretas mormor)
- Kristina Nilsdotter (Gyllenstierna) (Sten Sture d.y:s änka och Stockholms försvarare)
- Märta Eriksdotter (Vasa), pestdöd i fångenskap 1522 (syster till Gustav Vasa)
- Emerentia Eriksdotter (Vasa), pestdöd 1522 i fångenskap (syster till Gustav Vasa)
- Leonora Christina, dotter till Kristian IV och Kirsten Munk. Under sin fängelsevistelse här 1663–85[1] skrev hon sin berömda självbiografi, Jammers Minde.